# NGC 3827
NGC 3827 est une galaxie spirale située dans la constellation du Lion. NGC 3827 a été découverte par l'astronome prussien Heinrich Louis d'Arrest en 1861.

## Caractéristiques
NGC 3827 présente une large raie HI. Selon la base de données Simbad, NGC 3827 est une radiogalaxie.

### Distance
Sa vitesse par rapport au fond diffus cosmologique est de 3 469 ± 23 km/s, ce qui correspond à une distance de Hubble de 51,2 ± 3,6 Mpc (∼167 millions d'al).

### Classification
Le professeur Seligman et Wolfgang Steinicke indique que cette galaxie est de type magellanique, un type de galaxie spirale ne possédant qu'un seul bras. Mais, on voit assez clairement deux bras spiraux sur l'image obtenue des données du programme SDSS.

## Groupe de NGC 3800
La galaxie NGC 3827 fait partie du groupe de NGC 3800. Ce groupe de galaxies compte au moins 16 membres. Les autres galaxies du New General Catalogue de ce groupe sont NGC 3768, NGC 3790, NGC 3799, NGC 3800, NGC 3801, NGC 3802, NGC 3806 et NGC 3853. Les autres galaxies du groupe sont UGC 6631, UGC 6653, UGC 6666, UGC 6794, MCG 3-30-33 et MCG 3-30-38.
Abraham Mahtessian mentionne aussi l'existence de ce groupe, mais seules les galaxies NGC 3768, NGC 3790, NGC 3801 et NGC 3827 y figurent. La galaxie NGC 3853 figure dans l'article de Mahtessian, mais sous une autre entrée où elle forme une paire de galaxie avec UGC 6666, désigné comme 1139+1618 (CGCG 1139,7+1648). De même, les galaxies NGC 3799 et NGC 3800 figurent aussi sous une autre entrée dans cet article comme une paire de galaxies.